# 威廉·伯恩斯
威廉·伯恩斯（英語：William Burns，1875年3月24日—1953年10月6日），加拿大男子棍网球运动员。他曾代表加拿大参加1904年夏季奥林匹克运动会棍网球比赛，获得一枚金牌。他与1953年在温尼伯去世。